# Joseph Abbey
Joseph Abbey, född 1889, död 1954 var en brittisk illustratör.
Abbey är främst känd som illustratör i de sju första böckerna i Fem-serien av Enid Blyton. Abbeys illustrationer användes även i de första svenska utgåvorna av böckerna.